# Kattenstaartfranjekelkje
Het kattenstaartfranjekelkje (Lachnum salicariae) behorend tot de familie Lachnaceae. Het leeft saprotroof op stengels van kruidachtige planten (o.a. grote kattenstaart). Hij is bekend van rietlanden en oevervegetaties.

## Kenmerken
De apothecia hebben een diameter van 0,5 tot 3 mm. Het oppervlak is bedekt met haren die zichtbaar zijn met een loep. De vruchtlichamen zijn duidelijk gesteeld. De witte steel is tot 1,5 mm lang en tot 0,2 mm dik. Het hymenium is wit tot bleekgeel.
De asci zijn amyloïde hebben een afgeronde top, gehaakte basis en meten 45-52 x 3,5-41 µm. De apicale porie kleurt blauw met lugol. De ascosporen hebben duidelijk guttules en meten 5-11 x 1,5-3,3 µm. De parafysen zijn lancetvormig uit de asci stekend. De steelharen meten 50 x 2 µm.

## Verspreiding
In Nederland komt het kattenstaartfranjekelkje zeer zeldzaam voor. Het staat niet op de rode lijst en is niet bedreigd.